# Guadeloupefonden
Guadeloupefonden var en fond, som blev oprettet af Sveriges stænderforsamling i 1815 til fordel for kronprins Karl Johan, senere kong Karl 14. Johan, og hans efterkommere.
Karl Johan, der var franskfødt som Jean Baptiste Bearnadotte, var allerede, mens hans adoptivfar Karl 13. stadig levede, reelt leder af Sverige. For at lokke svenskerne med i koalitionen mod Napoleon gav briterne i 1813 Sverige Guadeloupe, som de havde erobret fra franskmændene i 1810. Øen blev givet til Karl Johan for at kompensere for de ejendomme mm., han havde efterladt i Frankrig. Karl Johan gik derpå med i koalitionen, der efterfølgende endegyldigt besejrede franskmændene.
I 1814, da Napoleon havde tabt, indgik tilbagegivelsen af Guadeloupe til Frankrig i fredsbetingelserne ved freden i Paris. Franskmændene betalte derpå 24 millioner franc for øen til kronprins Karl Johan, og han brugte straks halvdelen – omkring 900 millioner SEK i nutidsværdi – til at betale statsgælden, hvorpå stænderforsamlingen efterfølgende besluttede at bruge resten af pengene til en fond til fordel for Karl Johan og hans efterkommere. 
Kongehuset fik fremover en årlig rente af beløbet, som stod som en særlig post på statsbudgettet indtil 1983, hvor den blev afskaffet. På dette tidspunkt var den årlige rente på 300.000 SK.